# María Concepción Palencia García
María Concepción Palencia García, née le 29 avril 1970, est une femme politique espagnole membre de Podemos.

## Biographie

### Activités politiques
Le 20 décembre 2015, elle est élue sénatrice pour Alava au Sénat et réélue en 2016.
Au Sénat, elle est porte-parole à la commission de la Santé et des Services sociaux.